# Lonchoptera tautineura
Espèce
Lonchoptera tautineura est une espèce de diptères de la famille des Lonchopteridae.